# Delacroix (krater)
Delacroix är en nedslagskrater på planeten Merkurius. Delacroix är ungefär 158 kilometer i diameter.
1979 namngavs den efter den franske målaren Eugène Delacroix.